# Объединение Самоа
Проблема объединения (или воссоединения) Самоа (Западного Самоа), суверенного государства, и Американского Самоа, территории США, обеих частей архипелага Самоа, имеющих общие этническую и культурную принадлежность, поднималась с первой половины XX века, после разделения островов великими державами. В 1919 году Западное Самоа, после переговоров в Париже, пожелало объединиться с Американским Самоа. Однако вместо этого государство было реорганизовано в качестве подопечной территории Западного Самоа под управлением британской (с 1920 по 1946 год), а затем новозеландской администрации (до 1962 года). В 1955 году был создан Консультативный комитет Самоа (англ. Inter-Samoan Consultative Committee) для развития сотрудничества между странами. Ричард Барретт Лоу, губернатор Американского Самоа в 1953—1956 годах, заявил, что «было принято решение о том, что воссоединение с Западным Самоа не должно обсуждаться в Комитете». В 1969 году политическая комиссия в Американском Самоа отклонила план объединения с независимым Самоа.
На сегодняшний день мнения как за, так и против объединения островов существенно различаются между собой. Некоторые политические лидеры Западного Самоа выступают за то, чтобы государство стало американской подопечной территорией либо в будущем воссоединилось с Восточным Самоа. Хотя американские самоанцы имеют сильно выраженную самоанскую национальную самобытность, в Американском Самоа не распространено движение за независимость от США или за самоанское воссоединение. Американское Самоа протестовало против изменения названия Западного Самоа на Самоа в 1997 году из-за явного, по мнению правительства территории, намёка в предлагаемом названии на «власть Западного Самоа над Самоанскими островами».